# Districtul Bir Mourad Raïs
Bir Mourad Rais este un district din provincia Alger, Algeria.